# Європейська система управління залізничним рухом
Європейська система управління залізничним рухом (англ. European Rail Traffic Management System, ERTMS) — це система стандартів для управління та взаємодії сигналізації для залізниць Європейського Союзу (ЄС). Впроваджується Агентством залізниць Європейського Союзу (ERA) і є організаційною парасолькою для окремо керованих частин.
- GSM-R (зв'язок),
- Європейська система управління поїздами (ETCS, сигналізація),
- Європейський рівень управління поїздами (ETML, управління корисним навантаженням)

Основною метою ERTMS є сприяння взаємодії поїздів у ЄС. Вона має на меті значно підвищити безпеку, підвищити ефективність залізничного транспорту та покращити транскордонну сумісність залізничного транспорту в Європі . Це досягається шляхом заміни колишніх національних сигнальних обладнаннь та операційних процедур єдиним новим загальноєвропейським стандартом для систем управління та управління поїздами.
Процес розробки було розпочато з технічних основ зв'язку (GSM-R) і сигналізації (ETCS). Обидва вони добре запроваджені та перебувають на стадії публічного впровадження в усьому світі.

## Історія
У середині 1980-х років Міжнародний союз залізниць (UIC) і Європейський науково-дослідний інститут залізничного транспорту (ERRI) почали розробку єдиного загальноєвропейського управління експлуатацією залізниць під назвою ERTMS. Сьогодні розвитком ERTMS керує ERA та керує Асоціація європейської залізничної промисловості (UNIFE, Union des Industries Ferroviaires Européennes).
До початку цих розробок в Європі існували (з історичних причин у кожній національній залізничній системі):
- Більше 20 різних систем захисту поїздів,
- Різні, суперечливі правила експлуатації залізниці,
- Різні національні правила гомологації транспортних засобів,
- Різні правила акредитації водіїв,
- П'ять різних систем електрифікації залізниць,
- Відсутні, різні або непрацездатні системи зв'язку з кабінами водіїв,
- Різні національні мови,
- Різні системи вимірювання (метрична система, імперські одиниці),
- організація правостороннього та лівостороннього руху,
- Різниця в колії залізниць на магістральних лініях у периферійних країнах (Піренейський півострів, Ірландії, російська широка колія),
- Різні залізничні зчіпні механізми за країнами або типом рухомого складу, все, що впливає частинні аспекти комунікації потягів.

Щоб проілюструвати це, поїзди дальнього слідування, такі як Eurostar або Thalys, повинні були підтримувати від 6 до 8 різних систем захисту поїздів.
Технічними цілями ERTMS є:
- Створення уніфікованої, стандартизованої європейської системи захисту поїздів для підвищення сумісності та швидкої заміни застарілих систем,
- Уніфікація та вдосконалення сигналізації кабіни водія,
- Розширення ринку для систем контролю та управління; з кращим вибором для клієнтів, нижчими цінами при масовому виробництві та можливостями експорту для застосування в усьому світі,
- Створення однакових рівнів безпеки в роботі поїздів з подібними правилами.

У плані розвитку 1995 року вперше згадується створення Європейської системи управління залізничним рухом. У 1996 році перша специфікація для ETCS була випущена у відповідь на Директиву Ради ЄС 96/48/EC99 щодо сумісності транс'європейської високошвидкісної залізничної системи.
Функціональна специфікація ETCS була оголошена у квітні 2000 року у Мадриді як список інструкцій для впровадження. Восени 2000 року країни-члени ЄС проголосували за публікацію цієї специфікації як рішення Європейської комісії для отримання попереднього забезпечення в законі та плануванні. Це стало основою для тестування додатків у шести залізницях-членах Групи користувачів ERTMS.
У 2002 році Союз сигнальної промисловості (UNISIG) опублікував SUBSET-026, що визначає поточну реалізацію сигнального обладнання ETCS разом із GSM–R — цей клас 1 SRS 2.2.2 (зараз називається ETCS Baseline 2) був прийнятий Європейською Комісією в рішення 2002/731/ЄЕС як обов'язковий для високошвидкісної залізниці та в рішенні 2004/50/ЄЕС як обов'язковий для звичайної залізниці.
У 2004 році подальший розвиток зупинився. Хоча деякі країни (Австрія, Іспанія, Швейцарія) перейшли на ETCS з певною вигодою, німецькі та французькі залізничні оператори вже запровадили перевірені та сучасні типи внутрішніх систем захисту поїздів для високошвидкісного руху, тому вони не отримували жодної вигоди від стандарту. Крім того, впровадження ETCS рівня 1 (наприклад, в Іспанії) виявилося дорогим, і майже всі впровадження відкладаються. Визначені стандарти були всеохоплюючими за політичним характером, але не достатньо деталізовані за технічними засобами. Національні органи залізничного транспорту часто мали певні особливості чи обмеження у своїй існуючій системі, які вони не хотіли втрачати, і оскільки всі органи все ще повинні були затверджувати системи, з'явилися діалекти ERTMS. Деякі активні гравці були готові подолати ситуацію за допомогою нового базового визначення, непридатного для негайного впровадження.
Ця ситуація перемістила фокус більше на технічну частину ETCS і GSM-R як універсальних технічних основ ERTMS. Щоб впоратися з цією ситуацією, у липні 2005 року Карел Вінк був призначений координатором ЄС.
У 2005 році члени Європейської комісії, національних залізниць і постачальників у Брюсселі опублікували Меморандум про взаєморозуміння щодо ERTMS. Відповідно до цієї декларації ETCS мала бути запроваджена через 10-12 років на визначеній частині Транс'європейських мереж . Після цього у квітні 2006 року в Будапешті відбулася конференція з впровадження ERTMS, у якій взяли участь 700 осіб.
У липні 2009 року Європейська Комісія оголосила, що ETCS тепер є обов'язковою для всіх проектів, що фінансуються ЄС, які включають нову або модернізовану сигналізацію, і GSM-R є обов'язковим при модернізації радіозв'язку.
У квітні 2012 року на Всесвітній конференції UIC ERTMS у Стокгольмі, Швеція, виконавчий директор Співтовариства європейських залізничних та інфраструктурних компаній (CER) закликав до прискореного впровадження ERTMS у Європі.
Після визначення ETCS Baseline 3 приблизно в 2010 році та початку впровадження в багатьох країнах з Baseline 3 Release 2 влітку 2016 року знову можна звернути увагу на вимоги оперативного управління корисним навантаженням . Логістичні компанії, такі як DB Cargo, мають потребу в розробці функціональних можливостей у цільовій області ETML, які слід стандартизувати.

## Стратегії впровадження ERTMS
Розгортання Європейської системи управління залізничним рухом означає встановлення компонентів ETCS на залізничних лініях та на борту поїздів. Обидві частини з'єднані GSM-R як частина зв'язку. Можна використовувати різні стратегії розгортання. З впровадженням ETCS менеджер інфраструктури повинен вирішити, чи буде лінія оснащена лише ETCS, чи є попит на змішану систему сигналізації з підтримкою Національного управління поїздами (NTC). Наразі в Європі та в усьому світі розгортаються як «чисті», так і змішані системи.

### «Чиста» робота ETCS
У Європі створюється багато нових ліній ETCS, і тоді часто краще впроваджувати лише рівень 1 або рівень 2 ETCS. Завдяки цій стратегії впровадження вартість сигналізації на узбіччі зводиться до мінімуму, але весь парк транспортних засобів, який працює на цих лініях, повинен бути обладнаний системою ETCS на борту, щоб уможливити роботу. Це більше підходить для нових високошвидкісних пасажирських ліній, де купуватимуть нові транспортні засоби, менш підходить, якщо ним будуть користуватися вантажні поїзди далекого прямування. Приклади «чистої» роботи ETCS включають HSL-Zuid у Нідерландах, TP Ferro international stretch (Sección Internacional / Section Internationale) Figueres [ES] — Perpignan [FR], Erfurt–Halle/Leipzig у Німеччині, серед інших. Також усі залізниці ETCS у Швеції та Норвегії, оскільки частоти баліз ETCS та ATC надто близькі, тому старі поїзди отримували б несправності під час проходження євробаліз.

### Змішана експлуатація
Змішана експлуатація — це стратегія, коли придорожня сигналізація оснащена як ETCS, так і традиційною системою класу B. Часто звичайна система є застарілою системою, яка використовується під час і до оновлення сигналізації. Основними цілями впровадження змішаної операції (змішаної системи сигналізації) є:
- З фінансових та операційних причин неможливо встановити ETCS для всієї мережі за короткий період.
- Не кожен поїзд обладнаний для руху по лініях ETCS, а потяги, обладнані ETCS, не можуть курсувати лише на нових лініях.
- Наявність резервного рішення мінімізує ризик при експлуатації.

При змішаній експлуатації можна керувати лінією як зі звичайними поїздами, так і поїздами ETCS, а також використовувати переваги технології ETCS для поїздів, обладнаних таким чином (наприклад, більш висока швидкість або більше поїздів на лінії), але з перевагою, що немає необхідності обладнати весь парк поїздів ETCS одночасно. Приклади ETCS у змішаній експлуатації включають HSL 3 у Бельгії, де ETCS змішано з національною системою ATP TBL або високошвидкісну лінію Кордоба-Малага в Іспанії, де ETCS змішано з NTC ASFA та LZB.
Принцип роботи ETCS у змішаній роботі: NTC та ETCS рівня 2

Принцип сигналізації змішаного рівня базується на простих принципах використання двонаправленого обміну даними між Радіоблоковим центром (RBC) і системами блокування . Оператор встановлює маршрут і не повинен знати, чи буде маршрут використовуватися лише для рівня NTC (колишній LSTM) чи для поїзда, обладнаного рівнем 2. Маршрут блокується за національними принципами системою централізації, а RBC інформується про встановлені маршрути. RBC перевіряє, чи можна виділити поїзд на маршрут, а потім повідомляє систему централізації, що поїзд призначено на маршрут. Система блокування може показувати аспект білої смуги ETCS для сигналів на кордоні ETCS або вздовж маршруту ERTMS. Залежно від реалізації, системи NTC на маршруті можуть бути активні або ні.
Дозвіл на рух (movement authority, MA) — це дозвіл поїзду на рух до певного місця в межах обмежень інфраструктури та з контролем швидкості.

Дозвіл на кінець руху (End of movement authority, EoA) — це місце, до якого потягу дозволено рухатися і де кінцева швидкість дорівнює нулю. Дозвіл на кінець руху — це місце, до якого поїзду дозволено прямувати згідно з MA. В протоколі передачі MA це кінець останньої ділянки колії серед поданих в MA.
RBC надсилає дозвіл на рух (MA) до поїзда, якщо на маршрут призначено поїзд з підтримкою 2 рівню ETCS. В іншому випадку сигнал показує «дозвіл на рух із готовністю зупинитися» і відповідний код NTC надсилається на доріжку. Як тільки поїзд з підтримкою 2 рівня повідомляє про досягнення кінця маршруту, який наразі призначено для візуальної авторизації (наприклад, після процедури початку завдання (SOM) або коли машиніст змінює рівень контролю з рівня NTC на рівень 2 ECTS), оптична авторизація автоматично підвищується до 2 рівню ECTS. Отже, дозвіл на рух від рівня 2 ECTS знижуюється до оптичного дозволу після попередньо визначеного інтервалу часу, якщо водій закриває кабіну або виявляється помилка, яка відміняє дозвіл на рух (наприклад, якщо радіопокриття GSM-R недоступне).